# Экспресс-почта

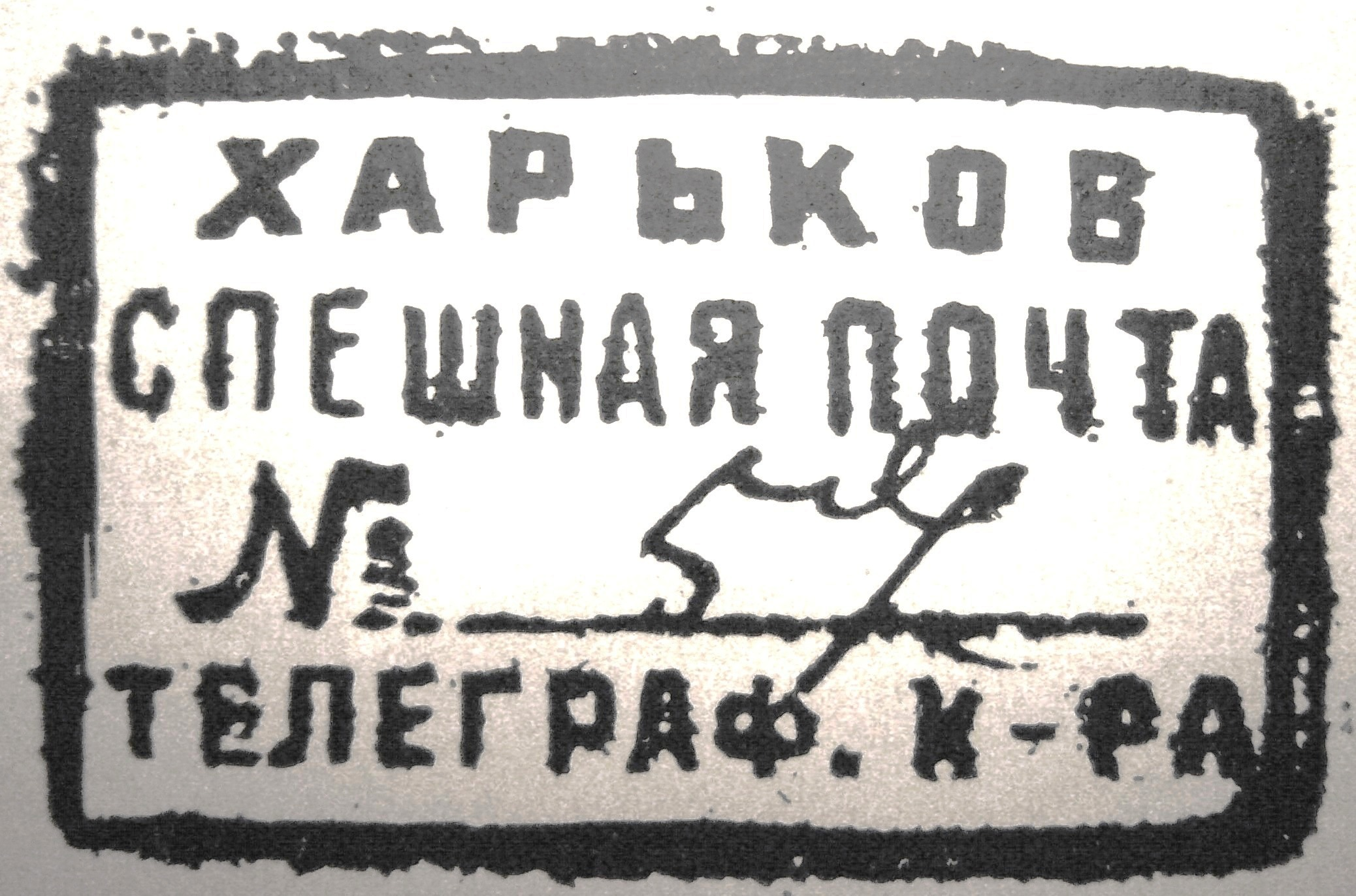
Почтовый штемпель спешной почты СССР, Харьков (1930-е)

Спе́шная по́чта, или экспре́сс-по́чта, — услуга ускоренной доставки почтовых отправлений, за которую вносится дополнительная плата и которая обеспечивает более быструю доставку адресату. Услуга спешной почты оказывается национальной почтовой службой и регулируется почтовой администрацией данного государства. С 1998 года международная спешная почта регулируется кооперативом EMS.

## История

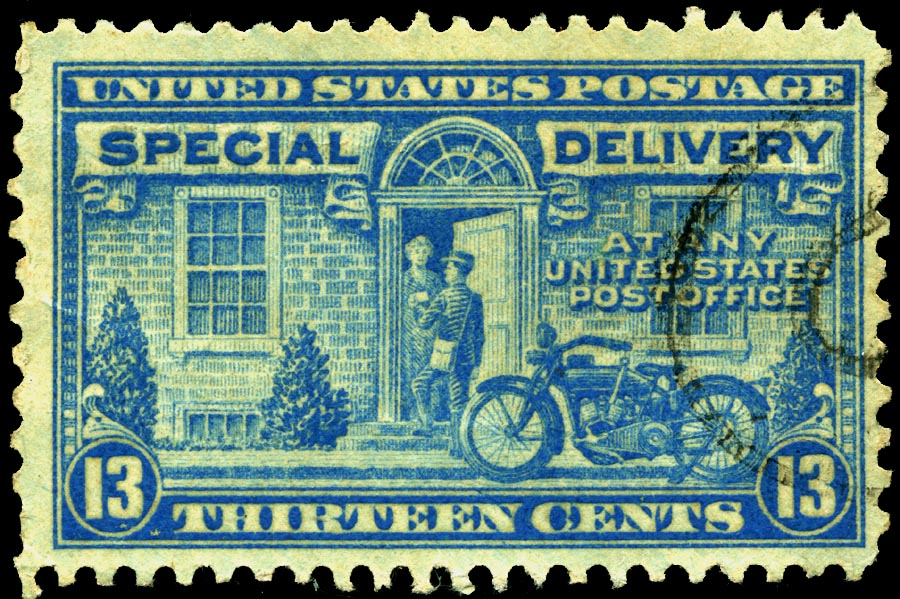
Спешная марка (специальной доставки) США (1944, 13 центов)

### Специальная доставка в США
Специальная доставка (англ. special delivery), услуга внутренней ускоренной доставки почты, была введена в США 3 марта 1885 года первоначально с уплатой почтового сбора в размере 10 центов, которая подтверждалась наклеиванием спешной марки. Этот вид услуги трансформировался в экспресс-почту (англ. express mail), которая была введена в 1977 году после эксперимента, начатого в 1971 году, хотя услуга специальной доставки предоставлялась до 8 июня 1997 года.

### Спешная почта в СССР
В СССР в 1932 году вышли две серии спешных почтовых марок. Первую серию составляли три марки номиналом 5, 10 и 80 копеек с надписью «Exprès — Спешная почта». На марках второй серии, предназначенных для авиапочты, была надпись «СССР — Авиаэкспресс». В частности, именно этими марками оплачивалась корреспонденция, пересылавшаяся первым авиарейсом с Земли Франца-Иосифа. Марки этого полёта гасились двумя специальными почтовыми штемпелями.
Для отправлений спешной почты также порой использовались особые наклейки и штемпели.
| Почтовые марки спешной почты (спешные марки) СССР (1932). Художник И. Дубасов | Почтовые марки спешной почты (спешные марки) СССР (1932). Художник И. Дубасов | Почтовые марки спешной почты (спешные марки) СССР (1932). Художник И. Дубасов |
| ----------------------------------------------------------------------------- | ----------------------------------------------------------------------------- | ----------------------------------------------------------------------------- |
|                                                                               |                                                                               |                                                                               |

## Современность

### Экспресс-почта Почтовой службы США
Почтовая служба США оказывает услуги EMS, но называет данную услугу «Express Mail International» («Международная экспресс-почта»), а до этого — «Global Express Mail» («Всемирная экспресс-почта»). Этот вид услуги часто путают с другой услугой, предоставляемой Почтовой службой США, под названием Express Mail («Экспресс-почта»), которая касается внутренней ускоренной доставки почты на территории США.
Внутренняя экспресс-почта (Express Mail) представляет собой услугу по доставке почты за сутки-двое с гарантией возврата денег в случае задержки, с отслеживанием пересылки, подтверждением вручения и страховкой на сумму не более 100 долларов США. Почтовые отправления, пересылаемые с помощью этой услуги, доставляются адресату в пределах 48 континентальных штатов США и в Вашингтоне (округ Колумбия) в течение 1—2 рабочих дней.
Одним из преимуществ Express Mail является то, что Почтовой службой США доставка осуществляется 365 дней в году, включая воскресенье, субботу и федеральные праздничные дни без дополнительной оплаты в некоторые регионы. Конкуренты Почтовой службы США часто берут дополнительную плату за доставку в нерабочие дни. В отличие от приоритетной почты (Priority Mail) и почты первого класса (First Class Mail), почтовое ведомство США предоставляет сведения об отслеживании доставки отправлений Express Mail в режиме реального времени онлайн и по телефону.
Экспресс-почта Почтовой службы США подвергается критике за случаи просроченной доставки. Частные службы спешной почты гарантируют доставку на следующий день или на второй день уже в 8:30 или 10:30 утра. Многие пользователи обнаружили, что Express Mail более надёжна и менее дорогостояща по сравнению с доставкой частными курьерскими компаниями. Многие продавцы на интернет-аукционе eBay, к примеру, пользуются услугой Express Mail, поскольку она более удобна и стоит меньше по сравнению с аналогичными услугами, оказываемыми частными компаниями. Express Mail также предоставляет и другие преимущества в конкретных случаях. Отметка даты почтового штемпеля на патентных заявках и связанной с ними документации, направляемых в Бюро по регистрации патентов и торговых марок США с помощью экспресс-почты Почтовой службы США, считается датой патентного приоритета, если каждый документ отправляется с приложением подписанного свидетельства об отправке почтой, на котором проставлен номер отслеживания почтового отправления (tracking number) экспресс-почты.

### Другие компании спешной почты
Многие транспортно-логистические компании выполняют аналогичные услуги спешной доставки. Наиболее популярны из них UPS, DHL и FedEx. Эти курьерские службы предлагают ещё более быструю доставку рано утром. Среди других поставщиков услуг спешной почты можно назвать:
- EMS
- TNT N.V.
- Aramex[англ.]
- City Link[англ.]
- DCS[англ.]
- eCourier[англ.]
- Pony Express (группа компаний)
- Purolator[англ.]